# Sphaerodothis circumscripta
Sphaerodothis circumscripta är en svampart som först beskrevs av Miles Joseph Berkeley, och fick sitt nu gällande namn av Theiss. & Syd. 1915. Sphaerodothis circumscripta ingår i släktet Sphaerodothis och familjen Phyllachoraceae.   Inga underarter finns listade i Catalogue of Life.